# Parleza Wielka
Parleza Wielka (deutsch Groß Parleese oder Groß-Parlöse) ist ein Ort in der polnischen Woiwodschaft Ermland-Masuren. Er gehört zur Gmina Biskupiec (Stadt- und Landgemeinde Bischofsburg) im Powiat Olsztyński (Kreis Allenstein).

## Geographische Lage
Parleza Wielka liegt in der nördlichen Mitte der Woiwodschaft Ermland-Masuren, 25 Kilometer südwestlich der früheren Kreisstadt Rößel (polnisch Reszel) bzw. 35 Kilometer nordöstlich der heutigen Kreismetropole und auch Woiwodschaftshauptstadt Olsztyn (deutsch Allenstein).

## Geschichte

### Ortsgeschichte
Das einstige Dorf Parleese, nach 1785 Parlöse und nach 1871 Groß Parlöse (mit Zusatzbezeichnung) genannt, bestand vor 1945 aus einem Gut mit Vorwerk und Ziegelei und gehörte ab 1818 zum Kreis Rößel in Ostpreußen.
Im Jahre 1874 wurde das damalige Groß Parlöse in den neu gebildeten Amtsbezirk Raschung (polnisch Rasząg) eingegliedert.
Der Gutsort zählte im Jahre 1910 103 Einwohner. Er wurde am 8. Dezember 1913 in Groß Parleese umbenannt.
Am 17. Oktober 1928 verlor der Gutsbezirk Groß Parleese seine Eigenständigkeit und wurde in die Stadt Bischofsburg (polnisch Biskupiec) eingemeindet.
Als 1945 in Kriegsfolge das gesamte südliche Ostpreußen an Polen abgetreten wurde, bekam Groß Parlesse die polnische Namensform „Parleza Wielka“. Der Ort ist heute eine Ortschaft im Verbund der Stadt- und Landgemeinde Biskupiec (Bischofsburg) im Powiat Olsztyński (Kreis Allenstein), von 1975 bis 1998 der Woiwodschaft Olsztyn, seither der Woiwodschaft Ermland-Masuren zugehörig.

### Das Gut
Die Gutswirtschaft umfasste vor 1945 eine Landbesitz von 300 Hektar samt einem Vorwerk. Um die Wende des 19./20. Jahrhunderts war es im Besitz der Familie von Damm. Das Gutshaus mit seinem säulengestützten Vorbau entstand um 1900.
Die Wirtschaft des Gutes und damit auch des ganzen Dorfes war geprägt von einer etwas außerhalb gelegenen Ziegelei. Sie produzierte im Jahre 1905 beispielsweise 300.000 Ziegel. Neben dem Ziegeleigebäude wurden mehrere kleine Häuser für die Fabrikarbeiter errichtet. Die entstandene kleine Siedlung hat sich bis heute kaum verändert.

## Kirche
Bis 1945 war Groß Parleese in die evangelische Kirche Bischofsburg (polnisch Biskupiec) in der Kirchenprovinz Ostpreußen der Kirche der Altpreußischen Union sowie in die römisch-katholische Kirche der Stadt im damaligen Bistum Ermland eingepfarrt.
Der Bezug zu den Kirchen der Stadt ist bis heute geblieben: zur römisch-katholischen Pfarrei, die jetzt zum Erzbistum Ermland gehört, und zur dortigen evangelischen Kapellengemeinde, einer Filialgemeinde der Kirche Sorkwity (Sorquitten) in der Diözese Masuren der Evangelisch-Augsburgischen Kirche in Polen.

## Verkehr

### Straße
Parleza Wielka liegt heute unweit der noch im Ausbau begriffenen polnischen Schnellstraße S 16 (einstige deutsche Reichsstraße 127), die sich von West nach Ost durch die Woiwodschaft zieht und über den Knoten Biskupiec von Parleza Wielka schnell erreichbar ist. Dieser Knoten vermittelt auch den Anschluss an die verkehrsreiche Landesstraße 57 (ehemalige Reichsstraße 128), die in Nord-Süd-Richtung verläuft.

### Schienen
Parleza Wielka liegt an der inzwischen geschlossenen und demontierten Bahnstrecke Czerwonka–Ełk (deutsch Rothfließ–Lyck). Vor 1945 war hier allerdings kein Haltepunkt. Das änderte sich am 2. Juni 1957, als hier die Bahnstation Parleza Wielka eröffnet wurde. Sie war bis zum 30. April 2010 in Betrieb.